# پاندگلانگ
پاندگلانگ (اندونزیایی: Pandegelang) شهری در استان بانتن کشور اندونزی است. جمعیت این شهر بر اساس سرشماری سال ۱۹۹۰ میلادی، ۳۰٫۶۶۶ نفر و بر اساس سرشماری سال ۲۰۰۰ میلادی، ۶۷٫۷۱۱ بوده که در سال ۲۰۰۷ میلادی به ۱۰۵٫۴۲۴ نفر افزایش یافته‌است.